# فوخشهاگه
شهر فوخشهاگه (به سوئدی: Forshaga) در ناحیه شهری فوخشهاگه در کشور سوئد واقع شده‌است. جمعیت این شهر 6229 نفر است.